# Världsmästerskapen i skidskytte 2003
De 38:e Världsmästerskapen i skidskytte avgjordes i Chanty-Mansijsk Ryssland mellan 15 mars och 23 mars 2003. 

## Medaljfördelning
|       |             |      |        |       |        |
| Plats | Land        | Guld | Silver | Brons | Totalt |
| 1     | Tyskland    | 3    | 2      | 2     | 7      |
| 2     | Norge       | 3    | 1      | 1     | 5      |
| 3     | Ryssland    | 2    | 2      | 1     | 5      |
| 4     | Frankrike   | 2    | 0      | 2     | 4      |
| 5     | Tjeckien    | 1    | 0      | 2     | 3      |
| 6     | Ukraina     | 0    | 2      | 0     | 2      |
| 7     | Finland     | 0    | 1      | 1     | 2      |
|       | Vitryssland | 0    | 1      | 1     | 2      |

## Medaljörer

### Damer

#### Sprint 15 mars
7,5 km 
| Plac. | Namn               | Land      | Tid     | Antal bom |
| ----- | ------------------ | --------- | ------- | --------- |
|       | Sylvie Becaert     | Frankrike | 23.43,3 | 1 (0+1)   |
|       | Olena Petrova      | Ukraina   | + 26,9  | 0 (0+0)   |
|       | Kateřina Holubcová | Tjeckien  | + 53,2  | 1 (0+1)   |

#### Jaktstart 16 mars
10 km 
- Delad seger

| Plac. | Namn                 | Land      | Tid*     | Antal bom   |
| ----- | -------------------- | --------- | -------- | ----------- |
|       | Sandrine Bailly      | Frankrike | 35.15,64 | 2 (1+0+0+1) |
|       | Martina Glagow       | Tyskland  | =        | 2 (0+0+1+1) |
|       | Svetlana Isjmuratova | Ryssland  | + 52,3   | 4 (2+1+1+0) |

* - observera att tiden räknades från när första startande började

#### Distans 18 mars
15 km 
| Plac. | Namn                   | Land        | Tid     | Antal bom   |
| ----- | ---------------------- | ----------- | ------- | ----------- |
|       | Kateřina Holubcová     | Tjeckien    | 48.28,4 | 0 (0+0+0+0) |
|       | Olena Zubrilova        | Vitryssland | + 8,0   | 1 (0+1+0+0) |
|       | Gunn Margit Andreassen | Norge       | + 37,5  | 0 (0+0+0+0) |

#### Stafett 20 mars
4 x 6 km 
| Placering | Land     | Lagmedlemmar                                                      | Tid        | Antal bom   |
| --------- | -------- | ----------------------------------------------------------------- | ---------- | ----------- |
|           | Ryssland | Olga Pyljova Svetlana Isjmuratova Galina Kukleva Albina Achatova  | 1:24.34,46 | 1 (0+0+1+0) |
|           | Ukraina  | Oksana Chvostenko Irina Merkusjyna Oksana Jakovleva Olena Petrova | + 1.23,8   | 0 (0+0+0+0) |
|           | Tyskland | Simone Denkinger Uschi Disl Kati Wilhelm Martina Glagow           | + 2.05,3   | 8 (2+3+3+0) |

#### Masstart 22 mars
12,5 km 
| Plac. | Namn                 | Land      | Tid      | Antal bom   |
| ----- | -------------------- | --------- | -------- | ----------- |
|       | Albina Achatova      | Ryssland  | 37.15.88 | 0 (0+0+0+0) |
|       | Svetlana Isjmuratova | Ryssland  | + 2,7    | 0 (0+0+0+0) |
|       | Sandrine Bailly      | Frankrike | + 10,9   | 1 (0+1+0+0) |

### Herrar

#### Sprint 15 mars
10 km 
| Plac. | Namn                 | Land     | Tid     | Antal bom |
| ----- | -------------------- | -------- | ------- | --------- |
|       | Ole Einar Bjørndalen | Norge    | 26.52,1 | 0 (0+0)   |
|       | Ricco Groß           | Tyskland | + 50,7  | 1 (0+)    |
|       | Zdeněk Vítek         | Tjeckien | + 52,9  | 1 (0+1)   |

#### Jaktstart 16 mars
12,5 km 
| Plac. | Namn             | Land     | Tid*     | Antal bom   |
| ----- | ---------------- | -------- | -------- | ----------- |
|       | Ricco Groß       | Tyskland | 37.37,46 | 2 (0+0+1+1) |
|       | Halvard Hanevold | Norge    | + 12,0   | 1 (0+0+1+0) |
|       | Paavo Puurunen   | Finland  | +56,3    | 1 (1+0+0+0) |

* - observera att tiden räknades från när första startande började

#### Distans 19 mars
20 km 
| Plac. | Namn             | Land     | Tid      | Antal bom   |
| ----- | ---------------- | -------- | -------- | ----------- |
|       | Halvard Hanevold | Norge    | 53.39,4  | 1 (0+0+0+1) |
|       | Vesa Hietalahti  | Finland  | + 1.24,7 | 2 (0+0+2+0) |
|       | Ricco Groß       | Tyskland | + 1.25,9 | 3 (1+0+2+0) |

#### Stafett 21 mars
4 x 7,5 km 
| Placering | Land        | Lagmedlemmar                                                     | Tid        | Antal bom   |
| --------- | ----------- | ---------------------------------------------------------------- | ---------- | ----------- |
|           | Tyskland    | Peter Sendel Sven Fischer Ricco Groß Frank Luck                  | 1:18.38,08 | 0 (0+0+0+0) |
|           | Ryssland    | Viktor Majgurov Pavel Rostovtsev Sergej Rosjkov Sergej Tjepikov  | + 7,3      | 0 (0+0+0+0) |
|           | Vitryssland | Aleksej Aidarov Vladimir Dratjov Rustam Valiullin Oleg Rysjenkov | + 21,2     | 0 (0+0+0+0) |

#### Masstart 23 mars
15 km 
| Plac. | Namn                 | Land      | Tid      | Antal bom   |
| ----- | -------------------- | --------- | -------- | ----------- |
|       | Ole Einar Bjørndalen | Norge     | 40.49,71 | 0 (0+0+0+0) |
|       | Sven Fischer         | Tyskland  | + 49,1   | 3 (1+0+1+1) |
|       | Raphaël Poirée       | Frankrike | + 1.04,3 | 4 (1+0+1+2) |